# Йозеф Мургаш
Йозеф Мургаш (словац. Jozef Murgaš; англ. Joseph Murgas; 17 лютого 1864 , Тайов, Угорське королівство  — 11 травня 1929 , Вілкс-Барре, Пенсільванія ) — словацький винахідник, архітектор, художник, колекціонер. Римо-католицький священник.
Піонер у використанні бездротового телеграфу, зробив значний внесок у майбутню розробку мобільного зв'язку і бездротового передавання інформації та людського голосу. Одним з перших застосував частотну модуляцію в радіотелеграфії.

## Життєпис
Протягом 1880—1882 років вивчав теологію у Пресбурзі (нині Братислава), Естергомі (1882—1884) і до 1888 року у Банській-Бистриці. З юності мав талант до малювання, природничих наук і техніки.
Після священицького рукопокладення 1888 року, служив вікарієм. За ініціативою художника Д. Скутецького, який звернув увагу на його талант живописця, Мургаша було прийнято до школи живопису в Будапешті, де навчався від 1889 до 1890 року. Потім продовжив вивчення живопису в Мюнхені (1890—1893). Писав сакральні фігури, пейзажі та портрети видатних діячів Словаччини. У всіх костелах, в яких він служив священиком, написав вівтарні полотна.
Через постійні конфлікти з єпископатом, 1896 року Мургашу довелося емігрувати до США, де його було призначено в словацьку парафію в місті Вілкс-Барре, штат Пенсільванія. Не маючи можливості займатися живописом, знову звернувся до природничих наук, переважно електротехніки.
Заснував лабораторію У Вілкс-Барре, де почав проводити досліди в галузі бездротової телеграфії. 1904 року отримав свої перші два американських патенти на пристрій для бездротової телеграфії.
Надалі протягом 1907—1916 років отримав ще 15 патентів. Отримавши перші два патенти, організував Universal Aether Telegraph Co, яка у вересні 1905 року провела публічне випробування приймання-передавання інформації на апараті Мургаша. Тест пройшов успішно, проте ураган через три місяці знищив антенні щогли, що призвело до ліквідації компанії.
Як священник, дбав про словацьких іммігрантів, ініціював у Вілкс-Барре спорудження нового костелу, створення бібліотеки, кладовища, кількох шкіл, спортивного залу і майданчиків, які використовуються досі.
Видавав газету, в якій опублікував деякі свої науково-популярні статті та вірші.
Брав активну участь у національному русі словацької еміграції, писав статті для преси, був одним із засновників Словацької ліги в Америці, активно підтримав створення незалежної держави Чехословаччина, організував збір грошей у фонд американських словаків за створення Чехословаччини, підписав Піттсбурзьку угоду (1918) між чехами і словаками про створення єдиної держави Чехословаччини.
У вільний час продовжував займатися питаннями фізики, проводив багато експериментів. За це його прозвали Радіосвященником. Через відсутність фінансування дослідницької діяльності, отримував кошти від продажу своїх картин. Був також колекціонером рослин, мінералів і комах. Його колекція метеликів налічувала 9000 екземплярів зі всього світу.
Початок Першої світової війни і заборона в США на роботу приватних радіотелеграфних станцій, поклали кінець піонерській діяльності Мургаша в цій галузі.
Після створення Чехословаччини, він повернувся на батьківщину 1920 року. Був викладачем електротехніки в гімназії, але так і не знайшовши підтримки і розуміння своєї дослідницької роботи з боку Міністерства освіти в Празі, чотири місяці потому повернувся в США.
1925 року став членом Федеральної комісії з радіо в Сполучених Штатах.
Помер у Вілкс-Барре чотири роки потому.

#### Деякі патенти 1904—1916 років
- U.S. Patent 759 825 «Wireless-telegraph apparatus» (1904)
- U.S. Patent 860 051 «Constructing Antennas for Wireless Telegraphy» (1907).
- U.S. Patent 848 675 «Wave meter» (1907)
- U.S. Patent 848 676 «Electrical transformer» (1907)
- U.S. Patent 860 051 «Underground wireless telegraphy»
- U.S. Patent 876 383 «Apparatus for making electromagnetic waves» (1908)
- U.S. Patent 915 993 «Wireless telegraphy»(1909)
- U.S. Patent 917 103 «Making of sparkles frequency from power supply without interrupter»(1909)
- U.S. Patent 917 104 «Magnetic waves detector»(1909)
- U.S. Patent 930 780 «Magnetic detector» (1909)
- U.S. Patent 1 001 975 «Apparatus for making electrical oscillations» (1911)
- U.S. Patent 1 034 739 «Spinning reel for fishing rod» (1912)
- U.S. Patent 1 196 969 «The way and apparatus for making electrical alternating current oscillations» (1916)

## Пам'ять
- Йозефу Мургашу встановлено пам'ятники в Братиславі (Словаччина), Вілкс-Барре (США),
- Його ім'ям названо вулицю в селі Подбрезова у Словаччині та електротехнічну школу в місті Банська-Бистриця,
- 1944 року в США транспортний пароплав названо «Джозеф Мургаш»
- Перша комеморативна марка, присвячена 10-й річниці з дня смерті Йозефа Мургаша, вийшла у вересні 1939 року.
- Другу поштову марку випустило 1994 року Міністерство транспорту, зв'язку та громадських робіт Словацької Республіки з нагоди 130-річчя від дня народження Йозефа Мургаша.
- засновано щорічну премію імені Йозефа Мургаша за оригінальний теоретичний внесок у підтримку розвитку телекомунікаційних послуг у Словаччині, теоретичний внесок у розвиток телекомунікацій і телекомунікаційної галузі в Словаччині.